# Oscar Tarrío
Oscar Tarrío (né le 14 avril 1909 à Buenos Aires en Argentine et mort le 23 novembre 1973 au Portugal) est un joueur de football international argentin, qui évoluait au poste de défenseur.

## Biographie

### Carrière en sélection
Avec l'équipe d'Argentine, il dispute 13 matchs (pour aucun but inscrit) entre 1929 et 1937. Il figure notamment dans le groupe des sélectionnés lors des Championnats sud-américains de 1929 et de 1937.

## Palmarès

### Palmarès club
| San Lorenzo - Championnat d'Argentine (1) : - Vainqueur : 1927. - Copa Aldao (1) : - Vainqueur : 1927. |  | Os Belenenses - Coupe du Portugal : - Finaliste : 1939-40. |

### Palmarès sélection
Argentine
- Championnat sud-américain (2) :
  - Vainqueur : 1929 et 1937.